# Daldinia martinii
Daldinia martinii är en svampart som beskrevs av M. Stadler, Venturella & Wollw. 2004. Daldinia martinii ingår i släktet Daldinia och familjen kolkärnsvampar.   Inga underarter finns listade i Catalogue of Life.